# Cayo Celio Caldo
Cayo o Gayo Celio Caldo  fue un político y militar romano de los siglos II y I a. C. perteneciente a la gens Coelia.

## Carrera pública
Ningún miembro de su familia había obtenido antes ninguna magistratura destacada, pero él tuvo éxito en formarse por sí mismo gracias a sus acciones y a su elocuencia, aunque sus dotes como orador parecen no haber sido muy destacadas. Después de haber intentado en vano obtener la cuestura, fue elegido en el año 107 a. C. tribuno de la plebe. 
Su tribunado se destacó por el hecho de que hizo aprobar una lex tabellaria, por la cual en las cortes de justicia, en caso de alta traición, los votos deberían ser dados en tablas. Cicerón señala que Caldo se arrepintió toda la vida de haber propuesto esta ley. 
En el año 94 a. C., fue elegido cónsul y obtuvo una de las Hispanias como provincia, probablemente la Citerior. 
Durante la primera guerra civil, Caldo fue un partidario firme del partido mariano y en conjunto con Cayo Carrinas y Marco Junio Bruto se esforzó para evitar que Pompeyo uniera sus legiones a Sila. Pero como los tres no actuaron en coordinación, Pompeyo atacó al ejército de Bruto por el que rompió el cerco y frustró por completo el plan de Caldo.